# Porroglossum miguelangelii
Porroglossum miguelangelii är en orkidéart som beskrevs av G.Merino, A.Doucette och Franco Pupulin. Porroglossum miguelangelii ingår i släktet Porroglossum och familjen orkidéer. Inga underarter finns listade i Catalogue of Life.